# Attilas '74
Attila '74: O viasmós tis Kýprou (grec Αττίλας '74:Ο βιασμός της Κύπρου, Atila 74, la violació de Xipre) és una pel·lícula documental de Michael Cacoyannis de 1974 sobre la invasió turca de Xipre el 1974. Es va rodar a Xipre i Grècia immediatament després de les dues invasions turques i la posterior ocupació d'aproximadament el nord. terç de l'illa.
Cacoyannis narra els esdeveniments de 1974 a Xipre amb rares entrevistes al President Macari de la República, Nikos Sampson, l'home que la junta grega va imposar com a líder després del seu intent de cop, i moltes víctimes grecoxipriotes. de la invasió turca.
El director nominat a l'Acadèmia Cacoyannis ofereix informació i anàlisi sobre els esdeveniments que van conduir a la invasió i els esdeveniments i ramificacions posteriors de l'ocupació de Xipre per part de Turquia. Inclou entrevistes amb partidaris pro-Makarios i pro-junta, aquest documental també explora el sentiment imperialista antiamericà i britànic a l'illa i la indignació per la manca d'acció feta per ells i les Nacions Unides per protegir Xipre, ja que Turquia va rebre efectivament la carta. blanca blanca per envair i ocupar malgrat nombroses resolucions del Consell de Seguretat de les Nacions Unides que demanen la seva retirada.